# Bysjön, Borlänge kommun
Bysjön är en sjö norr om Kvarnsveden i Borlänge kommun i Dalarna och ingår i Dalälvens huvudavrinningsområde. Sjön har en area på 0,773 kvadratkilometer och ligger 151 meter över havet. Bysjön har kontakt med Dalälven genom en kanal.
Vid Bysjön ligger Kvarnsvedens pappersbruk och ett övningsområde tillhörigt räddningstjänsten. Bysjön har en rik industrihistoria med sågverk, järnvägstrafik och timmerflottning.

## Delavrinningsområde
Bysjön ingår i delavrinningsområde (671312-147541) som SMHI kallar för Ovan VDRID = Vallmoraån i Dalälvens vattendragsyta. Medelhöjden är 199 meter över havet och ytan är 38,29 kvadratkilometer. Räknas de 1936 avrinningsområdena uppströms in blir den ackumulerade arean 21 200,14 kvadratkilometer. Avrinningsområdets utflöde Dalälven (Österdalälven) mynnar i havet. Avrinningsområdet består mestadels av skog (57 procent) och jordbruk (12 procent). Avrinningsområdet har 3,3 kvadratkilometer vattenytor vilket ger det en sjöprocent på 8,6 procent. Bebyggelsen i området täcker en yta av 1,98 kvadratkilometer eller 5 procent av avrinningsområdet.